# 奧普利特納
50°5′7″N 24°1′19″E / 50.08528°N 24.02194°E
奧普利特納（烏克蘭語：Оплітна），是烏克蘭西部的村莊，隸屬利維夫州的利維夫區。該村面積0.76平方公里，2001年人口78，人口密度每平方公里102.63人。